# Neomochtherus aquitanus
Neomochtherus aquitanus är en tvåvingeart som beskrevs av Tsacas 1964. Neomochtherus aquitanus ingår i släktet Neomochtherus och familjen rovflugor. Inga underarter finns listade i Catalogue of Life.